# Michael Relph
Michael Relph (Broadstone, 16 febbraio 1915 – Selsey, 30 settembre 2004) è stato un produttore cinematografico, regista e sceneggiatore britannico, attivo anche come scenografo. Ha spesso collaborato con Basil Dearden.

## Filmografia parziale
Regia/Sceneggiatore
- 1952 - I Believe in You (anche sceneggiatore)
- 1953 - The Square Ring
- 1958 - Davy
- 1958 - Whisky sì, missili no
- 1959 - Desert Mice
- 1955 - Out of the Clouds
- 1955 - L'ultima vendetta
- 1960 - Il primo uomo sulla Luna
- 1965 - 50.000 sterline per tradire
- 1969 - Assassination Bureau
- 1970 - L'uomo che uccise se stesso

Scenografo
- 1937 - Who Killes John Savage?
- 1938 - They Drive by Night
- 1945 - Incubi notturni
- 1947 - I misteri di Londra
- 1948 - Sarabanda tragica